# Uscanella
Uscanella is een geslacht van vliesvleugeligen uit de familie Trichogrammatidae. De wetenschappelijke naam van dit geslacht is voor het eerst geldig gepubliceerd in 1911 door Girault.

## Soorten
Het geslacht Uscanella is monotypisch en omvat slechts de volgende soort:
- Uscanella bicolor Girault, 1911